# Jennifer Isler
Jennifer Isler (conocida como JJ Isler; nacida Jennifer Fetter, La Jolla, 1 de diciembre de 1963) es una deportista estadounidense que compitió en vela en la clase 470.
Participó en dos Juegos Olímpicos de Verano, obteniendo dos medallas en la clase 470, bronce en Barcelona 1992 (junto con Pamela Healy) y plata en Sídney 2000 (con Sarah Glaser). Ganó dos medallas en el Campeonato Mundial de 470, oro en 1991 y bronce en 1988.
Estudió Historia en la Universidad Yale.

## Palmarés internacional
| \| Juegos Olímpicos \| Juegos Olímpicos \| Juegos Olímpicos \| Juegos Olímpicos \| \| Año \| Lugar \| Medalla \| Clase \| \| ------------------ \| ------------------------ \| ----------------- \| ---------------- \| \| 1996 \| Atlanta (Estados Unidos) \| Medalla de bronce \| 470 \| \| 2000 \| Sídney (Australia) \| Medalla de plata \| 470 \| \| Campeonato Mundial \| \| \| \| \| Año \| Lugar \| Medalla \| Clase \| \| 1988 \| Haifa (Israel) \| Medalla de bronce \| 470 \| \| 1991 \| Brisbane (Australia) \| Medalla de oro \| 470 \| |                          |                   |       |
| Juegos Olímpicos |                          |                   |       |
| Año | Lugar                    | Medalla           | Clase |
| 1996 | Atlanta (Estados Unidos) | Medalla de bronce | 470   |
| 2000 | Sídney (Australia)       | Medalla de plata  | 470   |
| Campeonato Mundial |                          |                   |       |
| Año | Lugar                    | Medalla           | Clase |
| 1988 | Haifa (Israel)           | Medalla de bronce | 470   |
| 1991 | Brisbane (Australia)     | Medalla de oro    | 470   |